# Гільменд (річка)
Гільменд (пушту/перською: هیرمند / هلمند; давньогр.: Ἐτύμανδρος (Etýmandros); лат.: Erymandrus) — річка в Афганістані, протікає Іранським нагір'ям. Довжина 1150 км, площа басейну близько 500 000 км². Витік річки знаходиться у Гіндукуші.

## Гідрографія

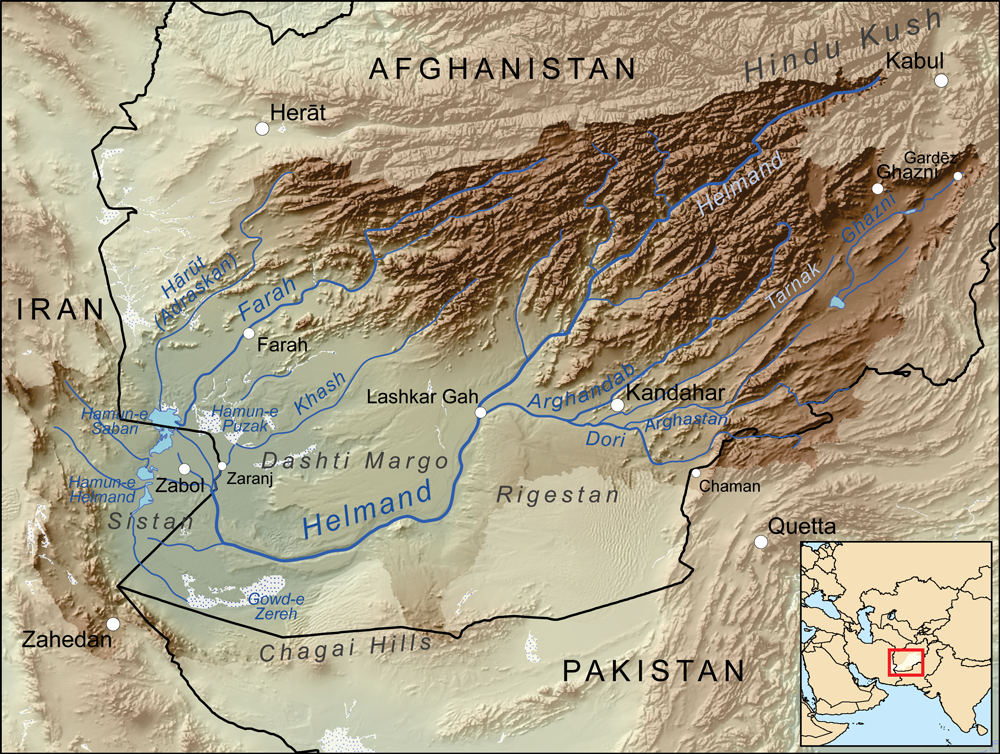
Карта сточища

Витоки у хребті Баба, впадає до озера Хамун на території Ірану, утворюючи заболочену дельту, рукави якої часто переміщуються. Головна притока — Аргандаб. Живлення в основному снігове й льодовикове. Спостерігається весняно-літні повені й зимовий межень (іноді переривається підйомами води в результаті відлиги). Середній річний стік води 400—500 м³/с, під час повені 1500—2000 м³/с, максимальний — понад 15 000 м³/с, зимовий — 50—60 м³/с. В середній та нижній течіях зрошує вузьку смугу земель між пустелями Регістан і Дашті-Марго, в тому числі Гірішкську оазу. Район дельти Гільменда густо заселений; води річки широко застосовуються для зрошення. На рукавах Гільменда споруджено кілька гребель, найбільш значуща з них — Сістанська. На річці розташовані міста Сеїстан та Гірішк.

## Історія
Регіон долини Гільменд згадується в Авесті (Фаргард 1:13) як арійська земля Гетумант, один із ранніх центрів зороастрійської віри в областях, які зараз є Афганістаном. Однак наприкінці першого тисячоліття до нашої ери та на початку першого тисячоліття нашої ери перевага громад індуїстів і буддистів у долинах Гільменду та Кабула призвела до того, що парфяни називали їх Індією.  З 1758 по 1842 рік річка Гільменд утворювала північні кордони брагуйського ханства Калат.